# Borgmestre i Vestmanna
Borgmestre i Vestmanna er en liste over borgermestre i Vestmanna kommune, på Færøerne, i perioden 1904 − 2016. 
Kvinnulistin refererer til Kvindepartiet.

## Borgmestre
| Periode   | Navn               | Parti                |
| --------- | ------------------ | -------------------- |
| 1904–1908 | Ólavur á Heygum    |                      |
| 1908–1910 | Johan C.F. Reinert | Sambandsflokkurin    |
| 1918–1935 | Johannes Guttesen  | Sjálvstýrisflokkurin |
| 1939–1965 | Gunnar Dahl-Olsen  |                      |
| 1966      | Fríðrikur Bláhamar | Fólkaflokkurin       |
| 1989–1997 | Maria Hansen       | Kvinnulistin         |
| 1997–2005 | Gunn Joensen       | Kvinnulistin         |
| 2005–2012 | Karl A. Olsen      | Sjálvstýrisflokkurin |
| 2013–     | Pauli T. Petersen  | Fólkaflokkurin       |